# ATP Wien
Das ATP-Turnier von Wien (offiziell Erste Bank Open) ist ein Tennisturnier der Kategorie ATP Tour 500, die zweithöchste Kategorie der ATP Tour. Seit 1974 findet es jährlich im Oktober in der Wiener Stadthalle in Rudolfsheim-Fünfhaus statt. Gespielt wird auf dem Hartplatz-Belag Rebound Ace. Zurzeit ist es gemeinsam mit dem Turnier in Kitzbühel eines von zwei ATP-Tour-Turnieren in Österreich und findet in einer Woche im Oktober gleichzeitig mit dem Turnier in Basel statt.

## Geschichte
Das Turnier wurde 1974 zum ersten Mal ausgetragen. Das Preisgeld belief sich damals auf 25.000 Dollar und wurde von verschiedenen Sponsoren aufgebracht. Nach einer einjährigen Pause konnte Fischer als Hauptsponsor gewonnen werden und als Fischer-GP hielt diese Liaison bis 1985. Danach übernahm dessen Aufgabe die Creditanstalt, in späterer Folge die Bank Austria – Creditanstalt. Der Wettbewerb wurde ab 1986 unter den Namen CA-, BA-CA- bzw. BA-TennisTrophy durchgeführt, seit 2011 findet das Turnier nach einem weiteren Sponsorenwechsel unter dem Namen Erste Bank Open statt. Anfangs spielte man auf Teppichbelägen, später auf den Hartplatzbelägen Green Set, Supreme Court und Opticourt von Schneider Tennis; seit 2015 wird auf Rebound Ace gespielt.
Das Turnier ist geprägt von Auftritten und Siegen junger Talente wie Ivan Lendl, Roger Federer und Novak Đoković, aber auch von zahlreichen arrivierten Stars wie Pete Sampras, Boris Becker, Andre Agassi, Goran Ivanišević, oder Stefan Edberg. Ebenfalls besonderen Reiz übt das Antreten heimischer Spieler von Thomas Muster, Horst Skoff und Alex Antonitsch bis zu Jürgen Melzer, Stefan Koubek und Dominic Thiem aus. Das Turnier gehörte ab der Gründung bis zu dessen Auflösung zum Grand Prix Tennis Circuit. Von 1990 bis 1995 war es Teil der niedrigsten Kategorie innerhalb der neu gegründeten ATP Tour, bevor es von 1996 bis 1997 zur ATP Championship Series gehörte und von 1998 bis 2008 zur ATP International Series Gold, der Nachfolgeserie, die 2009 abermals zur ATP Tour 500 umbenannt wurde. Von 2009 bis 2015 wurde es zur ATP Tour 250 heruntergestuft, der niedrigsten Kategorie innerhalb der von der ATP veranstalteten Turnierserie. Seit 2015 ist es wieder ein ATP-Tour-500-Turnier.

## Wissenswertes
- 1986 gewann Brad Gilbert gegen Karel Nováček nach Verlust des ersten Satzes, indem er den Tschechoslowaken durch Vortäuschung einer Verletzung aus dem Spielfluss brachte.
- Bisher gab es zwei rein österreichische Endspiele: 1988 setzte sich Horst Skoff gegen Thomas Muster durch, 2010 besiegte Jürgen Melzer den Lucky Loser Andreas Haider-Maurer und konnte seinen Titel damit verteidigen.
- 1998 verzichtete Boris Becker zugunsten von Pete Sampras auf seine Wildcard, um dem US-Amerikaner eine Teilnahme zu ermöglichen. Sampras benötigte noch Erfolge, um sich für die ATP-Weltmeisterschaft zu qualifizieren. Er gewann das Turnier und konnte das 6. Jahr in Folge als Nummer 1 der Weltrangliste abschließen.
- Ivan Ljubičić musste bei seinen ersten zwei Teilnahmen in Wien kein einziges Break hinnehmen, erst im Finale 2006 gegen Fernando González hatte er erstmals Breakbälle abzuwehren.
- 1995 erlitt Michael Stich in seinem Spiel gegen Todd Woodbridge einen folgenschweren Bänderriss, nachdem er versuchte einen Stoppball zu erlaufen.
- Das Zweitrundenduell zwischen Boris Becker und Michael Stich 1996 war die bis dahin meistgesehene Übertragung auf Eurosport. Becker gewann 3:6, 6:3, 6:4 und in Folge auch das Turnier.
- Bei seinem einzigen Antreten im Jahre 1992 musste Jimmy Connors in Tennishosen vom späteren Turnierverantwortlichen Peter Feigl antreten, da seine Ausrüstung verloren ging.
- Die Erste Bank Open sind das einzige ATP-Turnier in Österreich, das Thomas Muster trotz dreier Finalteilnahmen nie gewinnen konnte.
- Bob und Mike Bryan feierten im Viertelfinale 2016 ihren 1000. Sieg auf der ATP-Tour.

## Siegerliste

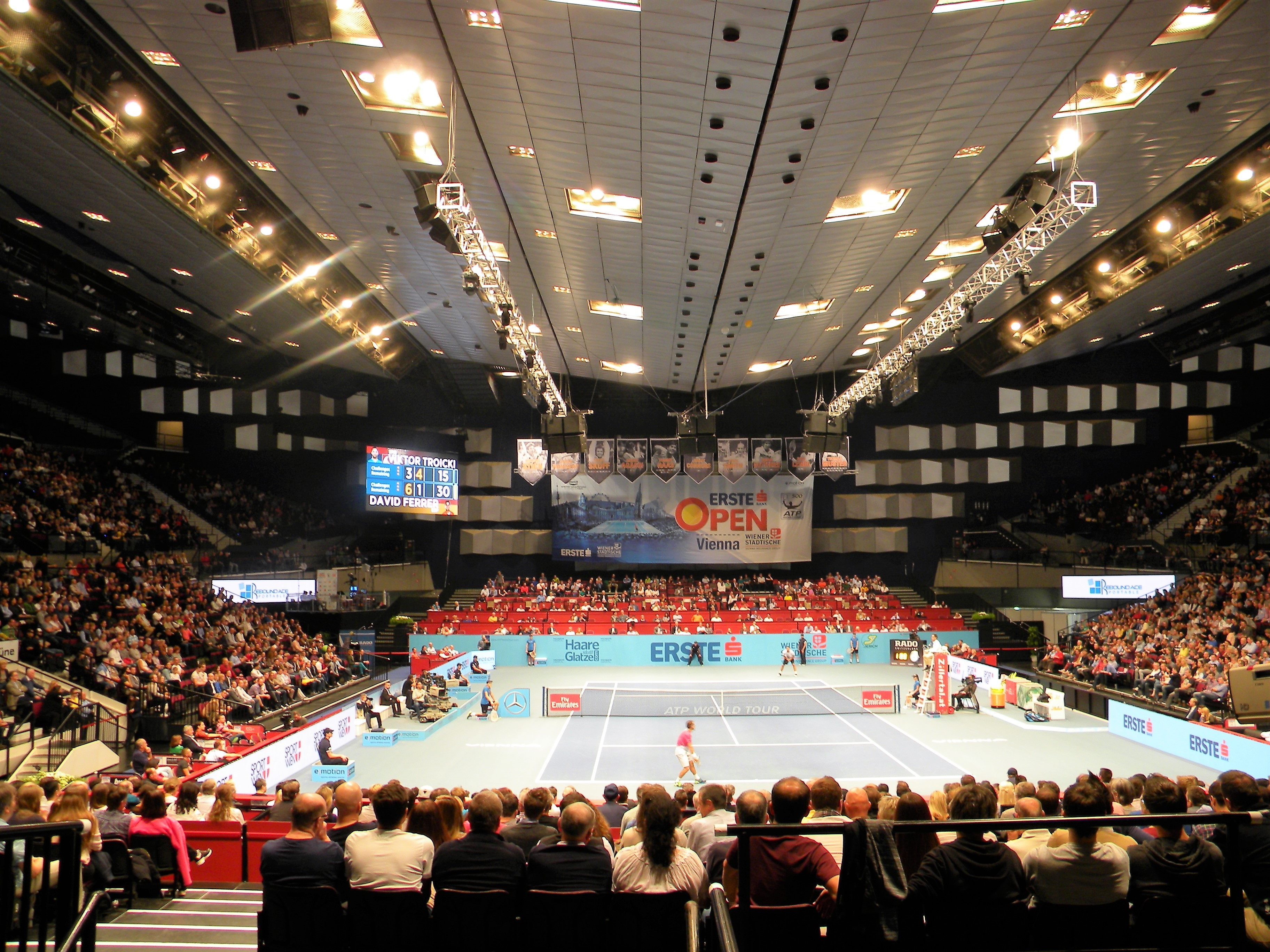
David Ferrer gegen Viktor Troicki auf dem Center Court in der Stadthalle (2016)

- Rekordsieger sind im Einzel Brian Gottfried und im Doppel Łukasz Kubot mit jeweils vier Turniersiegen.

### Einzel
| Jahr | Sieger                | Finalgegner           | Finalergebnis             |
| ---- | --------------------- | --------------------- | ------------------------- |
| 2024 | Jack Draper           | Karen Chatschanow     | 6:4, 7:5                  |
| 2023 | Jannik Sinner         | Daniil Medwedew       | 7:67, 4:6, 6:3            |
| 2022 | Daniil Medwedew       | Denis Shapovalov      | 4:6, 6:3, 6:2             |
| 2021 | Alexander Zverev      | Frances Tiafoe        | 7:5, 6:4                  |
| 2020 | Andrei Rubljow        | Lorenzo Sonego        | 6:4, 6:4                  |
| 2019 | Dominic Thiem         | Diego Schwartzman     | 3:6, 6:4, 6:3             |
| 2018 | Kevin Anderson        | Kei Nishikori         | 6:3, 7:63                 |
| 2017 | Lucas Pouille         | Jo-Wilfried Tsonga    | 6:1, 6:4                  |
| 2016 | Andy Murray (2)       | Jo-Wilfried Tsonga    | 6:3, 7:66                 |
| 2015 | David Ferrer          | Steve Johnson         | 4:6, 6:4, 7:5             |
| 2014 | Andy Murray (1)       | David Ferrer          | 5:7, 6:2, 7:5             |
| 2013 | Tommy Haas (2)        | Robin Haase           | 6:3, 4:6, 6:4             |
| 2012 | Juan Martín del Potro | Grega Žemlja          | 7:5, 6:3                  |
| 2011 | Jo-Wilfried Tsonga    | Juan Martín del Potro | 6:75, 6:3, 6:4            |
| 2010 | Jürgen Melzer (2)     | Andreas Haider-Maurer | 6:710, 7:64, 6:4          |
| 2009 | Jürgen Melzer (1)     | Marin Čilić           | 6:4, 6:3                  |
| 2008 | Philipp Petzschner    | Gaël Monfils          | 6:4, 6:4                  |
| 2007 | Novak Đoković         | Stan Wawrinka         | 6:4, 6:0                  |
| 2006 | Ivan Ljubičić (2)     | Fernando González     | 6:3, 6:4, 7:5             |
| 2005 | Ivan Ljubičić (1)     | Juan Carlos Ferrero   | 6:2, 6:4, 7:65            |
| 2004 | Feliciano López       | Guillermo Cañas       | 6:4, 1:6, 7:5, 3:6, 7:5   |
| 2003 | Roger Federer (2)     | Carlos Moyá           | 6:3, 6:3, 6:3             |
| 2002 | Roger Federer (1)     | Jiří Novák            | 6:4, 6:1, 3:6, 6:4        |
| 2001 | Tommy Haas (1)        | Guillermo Cañas       | 6:2, 7:66, 6:4            |
| 2000 | Tim Henman            | Tommy Haas            | 6:4, 6:4, 6:4             |
| 1999 | Greg Rusedski         | Nicolas Kiefer        | 6:75, 2:6, 6:3, 7:5, 6:4  |
| 1998 | Pete Sampras          | Karol Kučera          | 6:3, 7:63, 6:1            |
| 1997 | Goran Ivanišević (2)  | Greg Rusedski         | 3:6, 6:74, 7:67, 6:2, 6:3 |
| 1996 | Boris Becker          | Jan Siemerink         | 6:4, 6:77, 6:2, 6:3       |
| 1995 | Filip Dewulf          | Thomas Muster         | 7:5, 6:2, 1:6, 7:5        |
| 1994 | Andre Agassi          | Michael Stich         | 7:63, 4:6, 6:2, 6:3       |
| 1993 | Goran Ivanišević (1)  | Thomas Muster         | 4:6, 6:4, 6:4, 7:63       |
| 1992 | Petr Korda            | Gianluca Pozzi        | 6:3, 6:2, 5:7, 6:1        |
| 1991 | Michael Stich         | Jan Siemerink         | 6:4, 6:4, 6:4             |
| 1990 | Anders Järryd         | Horst Skoff           | 6:3, 6:3, 6:1             |
| 1989 | Paul Annacone         | Kelly Evernden        | 6:7, 6:4, 6:1, 2:6, 6:3   |
| 1988 | Horst Skoff           | Thomas Muster         | 4:6, 6:3, 6:4, 6:2        |
| 1987 | Jonas Svensson        | Amos Mansdorf         | 1:6, 1:6, 6:2, 6:3, 7:5   |
| 1986 | Brad Gilbert          | Karel Nováček         | 3:6, 6:3, 7:5, 6:0        |
| 1985 | Jan Gunnarsson        | Libor Pimek           | 6:7, 6:2, 6:4, 1:6, 7:5   |
| 1984 | Tim Wilkison          | Pavel Složil          | 6:1, 6:1, 6:2             |
| 1983 | Brian Gottfried (4)   | Mel Purcell           | 6:2, 6:3, 7:5             |
| 1982 | Brian Gottfried (3)   | Bill Scanlon          | 6:1, 6:4, 6:0             |
| 1981 | Ivan Lendl            | Brian Gottfried       | 1:6, 6:0, 6:1, 6:2        |
| 1980 | Brian Gottfried (2)   | Trey Waltke           | 6:2, 6:4, 6:3             |
| 1979 | Stan Smith (2)        | Wojciech Fibak        | 6:4, 6:0, 6:2             |
| 1978 | Stan Smith (1)        | Balázs Taróczy        | 4:6, 7:6, 7:6, 6:3        |
| 1977 | Brian Gottfried (1)   | Wojciech Fibak        | 6:1, 6:1                  |
| 1976 | Wojciech Fibak        | Raúl Ramírez          | 6:7, 6:3, 6:4, 2:6, 6:1   |
| 1975 | keine Austragung      | keine Austragung      | keine Austragung          |
| 1974 | Vitas Gerulaitis      | Andrew Pattison       | 6:4, 3:6, 6:3, 6:2        |

### Doppel
| Jahr | Sieger                                    | Finalgegner                          | Finalergebnis      |
| ---- | ----------------------------------------- | ------------------------------------ | ------------------ |
| 2024 | Alexander Erler (2) Lucas Miedler (2)     | Neal Skupski Michael Venus           | 4:6, 6:3, [10:1]   |
| 2023 | Rajeev Ram (2) Joe Salisbury (3)          | Nathaniel Lammons Jackson Withrow    | 6:4, 5:7, [12:10]  |
| 2022 | Alexander Erler (1) Lucas Miedler (1)     | Santiago González Andrés Molteni     | 6:3, 7:61          |
| 2021 | Juan Sebastián Cabal Robert Farah         | Rajeev Ram Joe Salisbury             | 6:4, 6:2           |
| 2020 | Łukasz Kubot (4) Marcelo Melo (3)         | Jamie Murray Neal Skupski            | 7:65, 7:5          |
| 2019 | Rajeev Ram (1) Joe Salisbury (2)          | Łukasz Kubot Marcelo Melo            | 6:4, 6:74, [10:5]  |
| 2018 | Joe Salisbury (1) Neal Skupski            | Mike Bryan Édouard Roger-Vasselin    | 7:65, 6:3          |
| 2017 | Rohan Bopanna Pablo Cuevas                | Marcelo Demoliner Sam Querrey        | 7:67, 6:74, [11:9] |
| 2016 | Łukasz Kubot (3) Marcelo Melo (2)         | Oliver Marach Fabrice Martin         | 4:6, 6:3, [13:11]  |
| 2015 | Łukasz Kubot (2) Marcelo Melo (1)         | Jamie Murray John Peers              | 4:6, 7:63, [10:6]  |
| 2014 | Jürgen Melzer Philipp Petzschner          | Andre Begemann Julian Knowle         | 7:66, 4:6, [10:7]  |
| 2013 | Florin Mergea Lukáš Rosol                 | Julian Knowle Daniel Nestor          | 7:5, 6:4           |
| 2012 | Andre Begemann Martin Emmrich             | Julian Knowle Filip Polášek          | 6:4, 3:6, [10:4]   |
| 2011 | Bob Bryan Mike Bryan                      | Maks Mirny Daniel Nestor             | 7:610, 6:3         |
| 2010 | Daniel Nestor (2) Nenad Zimonjić (2)      | Mariusz Fyrstenberg Marcin Matkowski | 7:5, 3:6, [10:5]   |
| 2009 | Łukasz Kubot (1) Oliver Marach            | Julian Knowle Jürgen Melzer          | 2:6, 6:4, [11:9]   |
| 2008 | Maks Mirny Andy Ram                       | Philipp Petzschner Alexander Peya    | 6:1, 7:5           |
| 2007 | Mariusz Fyrstenberg Marcin Matkowski      | Tomas Behrend Christopher Kas        | 6:4, 6:2           |
| 2006 | Petr Pála Pavel Vízner                    | Julian Knowle Jürgen Melzer          | 6:4, 3:6, [12:10]  |
| 2005 | Mark Knowles Daniel Nestor (1)            | Jonathan Erlich Andy Ram             | 5:3, 5:42*         |
| 2004 | Martin Damm (2) Cyril Suk                 | Gastón Etlis Martín Rodríguez        | 6:74, 6:4, 7:64    |
| 2003 | Yves Allegro Roger Federer                | Mahesh Bhupathi Maks Mirny           | 7:67, 7:5          |
| 2002 | Joshua Eagle Sandon Stolle (2)            | Jiří Novák Radek Štěpánek            | 6:4, 6:3           |
| 2001 | Martin Damm (1) Radek Štěpánek            | Jiří Novák David Rikl                | 6:3, 6:2           |
| 2000 | Jewgeni Kafelnikow (3) Nenad Zimonjić (1) | Jiří Novák David Rikl                | 6:4, 6:4           |
| 1999 | David Prinosil Sandon Stolle (1)          | Piet Norval Kevin Ullyett            | 6:3, 6:4           |
| 1998 | Jewgeni Kafelnikow (2) Daniel Vacek (2)   | David Adams John-Laffnie de Jager    | 7:5, 6:3           |
| 1997 | Ellis Ferreira (2) Patrick Galbraith      | Marc-Kevin Goellner David Prinosil   | 6:3, 6:4           |
| 1996 | Jewgeni Kafelnikow (1) Daniel Vacek (1)   | Menno Oosting Pavel Vízner           | 6:4, 7:5           |
| 1995 | Ellis Ferreira (1) Jan Siemerink          | Mark Woodforde Todd Woodbridge       | 6:4, 7:5           |
| 1994 | Mike Bauer David Rikl                     | Alex Antonitsch Greg Rusedski        | 7:6, 6:4           |
| 1993 | Byron Black Jonathan Stark                | Mike Bauer David Prinosil            | 6:3, 7:6           |
| 1992 | Ronnie Båthman Anders Järryd (3)          | Kent Kinnear Udo Riglewski           | 6:3, 7:5           |
| 1991 | Anders Järryd (2) Gary Muller             | Jakob Hlasek Patrick McEnroe         | 6:4, 7:5           |
| 1990 | Michael Stich Udo Riglewski               | Jorge Lozano Todd Witsken            | 6:4, 6:4           |
| 1989 | Jan Gunnarsson Anders Järryd (1)          | Paul Annacone Kelly Evernden         | 6:2, 6:3           |
| 1988 | Alex Antonitsch Balázs Taróczy (2)        | Kevin Curren Tomáš Šmíd              | 4:6, 6:3, 7:6      |
| 1987 | Mel Purcell (2) Tim Wilkison (2)          | Emilio Sánchez Javier Sánchez        | 6:3, 6:3           |
| 1986 | Ricardo Acioly Wojciech Fibak (2)         | Brad Gilbert Slobodan Živojinović    | kampflos           |
| 1985 | Mike DePalmer Gary Donnelly               | Sergio Casal Emilio Sánchez          | 6:4, 6:3           |
| 1984 | Wojciech Fibak (1) Sandy Mayer            | Heinz Günthardt Balázs Taróczy       | 6:4, 6:4           |
| 1983 | Stan Smith (2) Mel Purcell (1)            | Marcos Hocevar Cássio Motta          | 6:3, 6:4           |
| 1982 | Henri Leconte Pavel Složil                | Mark Dickson Terry Moor              | 6:1, 7:6           |
| 1981 | Steve Denton Tim Wilkison (1)             | Sammy Giammalva Fred McNair          | 7:5, 6:4           |
| 1980 | Stan Smith (1) Bob Lutz                   | Heinz Günthardt Pavel Složil         | 6:4, 6:2           |
| 1979 | Bob Hewitt (3) Frew McMillan (3)          | Brian Gottfried Raúl Ramírez         | 6:1, 6:4           |
| 1978 | Víctor Pecci Balázs Taróczy (1)           | Bob Hewitt Frew McMillan             | 6:3, 6:7, 6:4      |
| 1977 | Bob Hewitt (2) Frew McMillan (2)          | Wojciech Fibak Jan Kodeš             | 6:3, 6:2           |
| 1976 | Bob Hewitt (1) Frew McMillan (1)          | Brian Gottfried Raúl Ramírez         | 6:4, 4:0 aufgg.    |
| 1975 | keine Austragung                          | keine Austragung                     | keine Austragung   |
| 1974 | Andrew Pattison Raymond Moore             | Bob Hewitt Frew McMillan             | 6:4, 5:7, 6:4      |

* Satz nur bis 5 gespielt